# Huang Po-yi

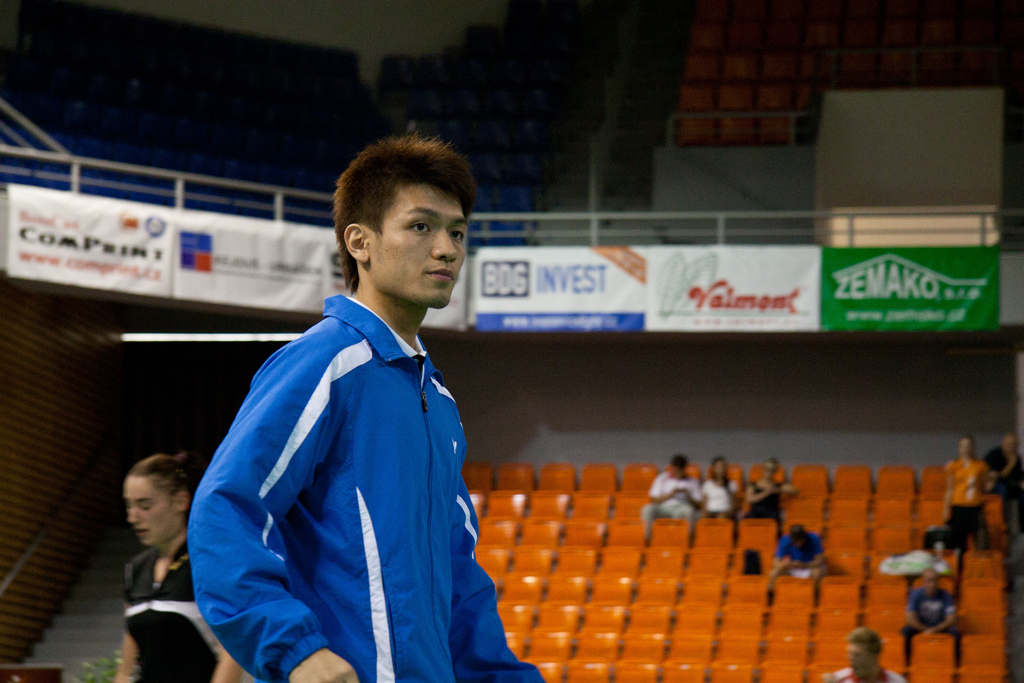
Huang Po-Yi

Huang Po-yi (chinesisch 黃博翊, Pinyin Huáng Bóyì; * um 1990) ist ein taiwanischer Badmintonspieler.

## Karriere
Huang Po-yi wurde bei den Bulgarian International 2011 Zweiter im Herrendoppel mit Lu Chia-bin ebenso wie bei den New Zealand Open 2011. Weitere Starts folgten bei der Hong Kong Super Series 2011, den Macau Open 2011 und den Macau Open 2012.